# Sylvain Lebel (monteur)
Pour l’auteur-compositeur français, voir Sylvain Lebel (auteur-compositeur).
Sylvain Lebel est un monteur canadien, né en 1961 à Sherbrooke au Québec.

## Filmographie

### Comme assistant-monteur
- 1993 : Thirty Two Short Films About Glenn Gould
- 1994 : C'était le 12 du 12 et Chili avait les blues
- 1994 : Peter Gabriel - Secret World Live
- 1995 : Liste noire

### Comme monteur
- 1997 : Les Enfants d'un siècle fou (TV)
- 1997 : La Vie d'artiste (TV)
- 1998 : M. Rivard/Z. Richard : Un Air de Louisiane (TV)
- 1999 : Kuproko
- 1999 : Notre-Dame de Paris : L'Histoire d'un spectacle (TV)
- 2002 : Extreme Ops
- 2002 : Hitler: The Rise of Evil (TV)
- 2003 : Cul-de-sac
- 2003 : Cirque du Soleil - Making of an Angel (TV) (making of du spectacle Varekai du Cirque du soleil)
- 2004 : The Last Casino (TV)
- 2005 : Les Mensonges d'une mère (TV)
- 2005 : Innocence à vendre (TV)
- 2005 : Human Trafficking (TV)
- 2006 : Cirque du Soleil - Corteo (TV)
- 2006 : La Citadelle assiégée
- 2007 : Boot Camp
- 2007 : Cirque du Soleil - A Thrilling Ride Through Kooza (TV)
- 2007 : Cirque du Soleil - KA (TV)
- 2008 : Compagnie Marie Chouinard - Body Remix/Goldberg Variations (TV)
- 2008 : Criss Angel - Believe Show Las Vegas (Projections editing)
- 2009 : The Beautiful Life - épisode pilote (TV)
- 2010 : The Pillars of the Earth (TV)
- 2010 : Fakers (TV)
- 2011 : Winnie
- 2011 : A Fish Story
- 2012 : Jappeloup
- 2014 : Love Projet
- 2014 : The Red Tent (TV)
- 2015 : The Dovekeepers (TV)
- 2015 : Les pays d'en haut (TV)
- 2016 : Cirque du Soleil / The Beatles LOVE (Projections editing)
- 2017 : Big Little Lies (TV)
- 2022 : Tempête de Christian Duguay

### Comme monteur additionnel
- 2005 : C.R.A.Z.Y.

## Distinctions

### Emmy Awards (Los Angeles)
- Emmy Awards 2003 : Nomination dans la catégorie « Outstanding Picture Editing for a Mini-Serie » : Hitler: The Rise of Evil
- Emmy Awards 2007 : Gagnant dans la catégorie « Outstanding Picture Editing for a Special » : Cirque du Soleil: Corteo
- Emmy Awards 2017 : Nomination dans la catégorie « Outstanding Picture Editing for a Mini-Serie » : Big Little Lies

### Gemini Awards (Toronto)
Prix Gemini de l'Académie canadienne du cinéma et de la télévision (productions télévisuelles canadiennes anglophones) :
- 2005 : Gagnant dans la catégorie « Best Picture Editing in a Dramatic Program or Series » : The Last Casino
- 2011 : Gagnant dans la catégorie « Best Picture Editing in a Dramatic Program or Series » : Fakers

### Prix Gémeaux (Montréal)
Prix Gémeaux de l'Académie canadienne du cinéma et de la télévision (productions télévisuelles canadiennes francophones) :
- 1997 : Gagnant dans la catégorie « Meilleur montage : Humour, Variétés, Arts de la Scène » : Les Enfants d'un siècle fou
- 1997 : Nomination dans la catégorie « Meilleur montage : Humour, Variétés, Arts de la Scène » : La Vie d'artiste
- 1998 : Gagnant dans la catégorie « Meilleur montage : Humour, Variétés, Arts de la Scène » : La Vie d'artiste
- 1998 : Nomination dans la catégorie « Meilleur montage : Humour, Variétés, Arts de la Scène » : M. Rivard/Z. Richard : Un Air de Louisiane
- 1999 : Nomination dans la catégorie « Meilleur montage : Humour, Variétés, Arts de la Scène » : Notre-Dame de Paris : L'Histoire d'un spectacle
- 2007 : Gagnant dans la catégorie « Meilleur montage : Humour, Variétés, Arts de la Scène » : Cirque du Soleil: Corteo
- 2016 : Gagnant dans la catégorie « Meilleur montage : Fiction» : Les Pays d'en haut épisode 6